# الیزابت دیوید
الیزابت دیوید سی‌بی‌ای (به انگلیسی: Elizabeth David (۲۶ دسامبر ۱۹۱۳ – درگذشته ۲۲ مه ۱۹۹۲) یک نویسنده بریتانیایی آشپزی بود. در اواسط قرن بیستم، او با مقالات و کتاب‌هایی در مورد غذاهای اروپایی و غذاهای سنتی بریتانیا، بر احیای آشپزی خانگی در کشور مادری خود و فراتر از آن تأثیر بسیار زیادی گذاشت.
دیوید که در خانواده ای از طبقه بالا به دنیا آمد، علیه هنجارهای اجتماعی آن زمان شورش کرد. در دهه ۱۹۳۰ او در پاریس هنر خواند، بازیگر شد و بعد به مصر رفت و برای دولت بریتانیا کار کرد و یک کتابخانه در قاهره اداره کرد. در آنجا ازدواج کرد، اما او و شوهرش خیلی زود از هم جدا شدند و متعاقباً طلاق گرفتند.
در سال ۱۹۴۶ دیوید به انگلستان بازگشت، جایی که جیره‌بندی مواد غذایی که در طول جنگ جهانی دوم تحمیل شده بود. او که از تضاد بین غذای بدی که در بریتانیا سرو می‌شد و غذای ساده و عالی که در فرانسه و مصر به آن عادت کرده بود، رنج می‌برد، شروع به نوشتن مقاله‌هایی در مجله دربارهٔ آشپزی مدیترانه ای کرد. این مقاله‌ها توجه زیادی را به خود جلب کردند و در سال ۱۹۵۰، در سن ۳۶ سالگی، کتابی از غذاهای مدیترانه ای را منتشر کرد. دستور العمل‌های او شامل موادی مانند بادمجان، ریحان، انجیر، سیر، روغن زیتون و زعفران بود که در آن زمان به ندرت در بریتانیا موجود بود. در دهه ۱۹۶۰ دیوید تأثیر عمده ای بر آشپزی بریتانیا داشت. او خیلی دقیق آشپزی می‌کرد و عمیقاً با هر چیز درجه دوم و ب کیفیت یا جایگزین کردن مواد غذایی به شدت مخالف بود. در سال ۱۹۶۵ او یک مغازه فروش تجهیزات آشپزخانه را افتتاح کرد که پس از ترک آن در سال ۱۹۷۳ به تجارت با نام او ادامه داد.
شهرت دیوید به مقالات و کتاب‌های او است که به‌طور مداوم تجدید چاپ شده‌اند. بین سالهای ۱۹۵۰ و ۱۹۸۴ او هشت کتاب منتشر کرد. پس از مرگ او، مجری ادبی او چهار مورد دیگر را که او برنامه‌ریزی کرده بود و روی آنها کار کرده بود، تکمیل کرد. تأثیر دیوید بر آشپزی بریتانیایی به آشپزهای حرفه‌ای و همچنین داخلی گسترش یافت و سرآشپزها و رستوران‌های نسل‌های بعدی مانند ترنس کانران، سایمون هاپکینسون، پرو لیث، جیمی اولیور، تام پارکر بولز و ریک استاین به اهمیت او برای آنها اذعان داشتند. در ایالات متحده، آشپزها و نویسندگانی از جمله جولیا چایلد، ریچارد اولنی و آلیس واترز از تأثیر او نوشته‌اند.

## زندگی و شغل

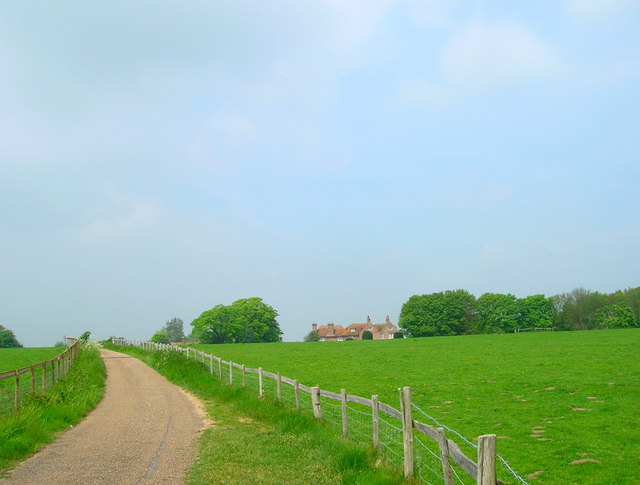
زمین‌های ووتن مانور، خانه خانوادگی دیوید

الیزابت، دومین فرزند از چهار فرزند روپرت ساکویل گوین و همسرش، هون استلا گوین دختر ریدلی ویسکول بود. خانواده هر دو والدین ثروت قابل توجهی داشتند، خانواده گوین از مهندسی و احتکار زمین و خانواده ریدلی از معدن زغال سنگ.
او و خواهرانش در ووتن مانور در ساسکس بزرگ شدند، خانه‌ای متعلق به قرن هفدهم.
پدرش، علیرغم داشتن قلب ضعیف، اصرار داشت که یک حرفه سیاسی سخت را دنبال کند، به عنوان نماینده محافظه کار ایستبورن، و وزیر جوان در دولت بونار لاو تبدیل شد.
کار بیش از حد و مسابقات سوارکاری باعث مرگ او در سال ۱۹۲۴ در سن ۵۱ سالگی شد.
بعد از مرگ پدر، الیزابت و خواهرانش، پریسیلا، دیانا و فلیسیته به مدارس شبانه‌روزی فرستاده شدند. الیزابت در سن ۱۶ سالگی آن مدارس را ترک کرد.